# Robert Navarro (football)
Robert Navarro, né le 12 avril 2002 à Barcelone en Espagne, est un footballeur espagnol qui évolue au poste de milieu central a l'Athletic Club

## Biographie

### En club
Né à Barcelone en Espagne, Robert Navarro est formé par le CA Osasuna et le FC Barcelone. Grand espoir du football espagnol, il rejoint le 2 juillet 2018, à l'âge de 16 ans, l'AS Monaco.
Il joue son premier match en professionnel sous les couleurs de l'ASM, le 6 janvier 2019 à l'occasion d'une rencontre de coupe de France face à Canet Roussillon. Lancé par Thierry Henry, alors entraîneur de Monaco, Navarro entre en jeu à la place d'Antonio Barreca et son équipe l'emporte par un but à zéro. Avec cette apparition il devient le plus jeune joueur de Monaco à évoluer en professionnel, à 16 ans et 8 mois. Il bat ainsi le précédent record détenu par Pietro Pellegri.
Le 2 septembre 2019, Robert Navarro quitte l'AS Monaco pour s'engager en faveur de la Real Sociedad,.
Sous la direction de Xabi Alonso, Navarro participe à la montée de l'équipe B en deuxième division espagnole à l'issue de la saison 2020-2021.
Le 7 août 2022, Robert Navarro est intégré définitivement à l'équipe première, il choisit de porter le numéro 17.
Le 1er septembre 2023, Robert Navarro rejoint le Cádiz CF sous la forme d'un prêt d'une saison.
Le 29 août 2024, Robert Navarro quitte définitivement la Real Sociedad et s'engage pour une seule saison avec le RCD Majorque.

### En sélection
Robert Navarro est convoqué pour la première fois avec l'équipe d'Espagne espoirs le 26 mars 2022 afin de remplacer Álex Baena, finalement forfait. Il joue son premier match avec les espoirs le 29 mars 2022, face à la Slovaquie. Il entre en jeu à la place de Rodri et se fait remarquer en inscrivant également son premier but, participant ainsi à la victoire de son équipe par trois buts à deux,.